# Emma Jeffcoat
Emma Jeffcoat (* 2. Dezember 1994 in Collaroy) ist eine australische Triathletin und Olympiastarterin (2020).

## Werdegang
Emma Jeffcoat startet in der Deutschen Bundesliga für den Verein Komet Team TV Lemgo.

### U23-Ozeanien-Meisterin Triathlon 2016
Im März 2016 wurde sie im Triathlon U23-Ozeanien-Meisterin und Vize-Ozeanien-Meisterin in der Elite-Klasse (Profis) und sie konnte im Februar 2017 den Titel aus dem Vorjahr erfolgreich verteidigen.
Im April 2017 startete die 22-Jährige zum ersten Mal in einem Rennen der ITU-Weltmeisterschaft-Rennserie, verpasste nur knapp die Top Ten und belegte den elften Rang. Bei der U23-Weltmeisterschaft belegte sie im September 2017 den 18. Rang.
Im März 2018 erreichte die damals 23-Jährige im australischen Mooloolaba auf der Sprintdistanz ihren ersten Weltcup-Sieg.
Im Juni 2021 wurde Emma Jeffcoat nominiert für einen Startplatz bei den Olympischen Sommerspielen 2021 in Tokyo – zusammen mit Ashleigh Gentle, Aaron Royle, Matt Hauser, Jaz Hedgeland und Jacob Birtwhistle. Im Juli 2021 startete sie bei den Olympischen Sommerspielen in Tokio und belegte als beste Australierin den 26. Rang.

## Sportliche Erfolge
| Datum/Jahr    | Rang | Wettbewerb                                         | Austragungsort | Zeit     | Bemerkung                                                                     |
| ------------- | ---- | -------------------------------------------------- | -------------- | -------- | ----------------------------------------------------------------------------- |
| 20. Apr. 2024 | 25   | ITU Triathlon World Cup                            | Wollongong     | 01:03:27 |                                                                               |
| 26. März 2023 | 19   | ITU Triathlon World Cup                            | New Plymouth   | 01:05:27 |                                                                               |
| 2. Juli 2022  | 5    | ETU Triathlon Europe Premium Cup                   | Holten         | 01:00:07 |                                                                               |
| 31. Juli 2021 | 9    | Olympische Spiele 2020 Mixed Relay                 | Tokio          | 00:22:09 | in der Staffel mit Matthew Hauser, Ashleigh Gentle und Jacob Birtwhistle      |
| 27. Juli 2021 | 26   | Olympische Spiele 2020                             | Tokio          | 02:02:57 |                                                                               |
| 14. Juli 2019 | 1    | ITU Triathlon World Cup                            | Tiszaújváros   | 00:59:28 |                                                                               |
| 31. März 2019 | 5    | ITU Triathlon World Cup                            | New Plymouth   | 01:04:01 |                                                                               |
| 2. Juni 2018  | 5    | ITU Triathlon World Cup                            | Cagliari       | 01:00:34 | hinter der österreichischen Siegerin Lisa Perterer                            |
| 6. Mai 2018   | 1    | ITU Triathlon World Cup                            | Chengdu        | 00:31:20 |                                                                               |
| 10. März 2018 | 1    | ITU Triathlon World Cup                            | Mooloolaba     | 00:59:35 | erster Weltcup-Sieg                                                           |
| 16. Sep. 2017 | 18   | ITU Triathlon World Championship U23               | Rotterdam      | 02:10:03 | U23-Weltmeisterschaft                                                         |
| 15. Juli 2017 | 16   | ITU World Championship Series 2017                 | Hamburg        | 01:00:34 | [ 4 ]                                                                         |
| 8. Apr. 2017  | 11   | ITU World Championship Series 2017                 | Gold Coast     | 00:58:39 | erster Start in einem Rennen der Weltmeisterschaft-Rennserie                  |
| 11. März 2017 | 4    | ITU Triathlon World Cup                            | Mooloolaba     | 01:58:39 |                                                                               |
| 12. Feb. 2017 | 1    | OTU Triathlon Oceania Championship U23             | Kinloch        | 01:07:51 | U23-Ozeanien-Meisterin und Vize-Ozeanien-Meisterin Elite                      |
| 7. Aug. 2016  | 7    | FISU World University Triathlon Championships      | Nyon           | 02:02:19 |                                                                               |
| 23. Apr. 2016 | 2    | OTU Triathlon Oceania Championship Sprint Distance | Penrith City   | 00:59:06 |                                                                               |
| 19. März 2016 | 1    | OTU Triathlon Oceania Championship U23             | Gisborne       | 02:04:58 | U23-Ozeanien-Meisterin und Vize-Ozeanien-Meisterin Elite, hinter Emma Moffatt |
| 1. März 2014  | 1    | OTU Triathlon Oceania Championship F18-19          | Devonport      | 02:17:18 |                                                                               |

(DNF – Did Not Finish)